# Noümen
El noümen (del grec "νοούμενoν" "noúmenon", "el que és pensat" o "el que es pretén dir") en la filosofia d'Immanuel Kant, és un terme que s'introdueix per referir-se a un objecte no fenomènic, és a dir, que no pertany a una intuïció sensible, sinó a una intuïció intel·lectual o suprasensible, la idea en si.
Per una altra banda, el terme també ha estat utilitzat per parlar de la cosa-en-si, és a dir, l'existència pura independentment de qualsevol representació.
En la filosofia de Plató representa una espècie intel·ligible o idea que indica tot allò que no pot ser percebut en el món tangible i la qual només es pot arribar mitjançant la raó. El noümen és el concepte fonamental de la metafísica de Plató, és a dir, el món de les idees.
La cosa en si mateixa, fora de la seva relació amb la nostra manera d'intuir-la o percebre-la; no és objecte dels nostres sentits, ni per tant del nostre coneixement. Per a Kant no cap un coneixement de la realitat noümènica però és possible accedir a aquesta realitat mitjançant la moral. Per exemple, tot i que només puguem conèixer-nos a nosaltres mateixos com a éssers sotmesos a la causalitat dominant en l'àmbit dels fenòmens, a saber, com a no lliures, hem de presentar-nos també com a lliures si volem acceptar la possibilitat d'una conducta sotmesa a l'imperatiu categòric, és a dir, una conducta moral.